# Golflands
Golflands est une banlieue de l’est de la cité d’Auckland, située dans l’Île du Nord de la Nouvelle-Zélande.

## Situation
Le “club de golf de Pakuranga” constitue une partie de la banlieue et de nombreuses rues ont des noms en relation avec le golf ou des joueurs de golf célèbres, tels que la Bob Charles drive.

## Histoire
Le club de golf fut fondé en 1969 sur une ferme en location, qui avait été achetée en 1974 et revendu au Pakuranga Country Club.
En 2012, une partie des terrains furent vendus à l’école collège chrétien Elim (en) pour fournir des terrrains de sport pour le campus de Golflands.
Une autre partie du parcours de golf fut développée comme maison de retraite en 2020.
La zone est limitée par Cascades Drive vers le nord, Botany Road vers l’est, Te Rakau Drive vers le sud et Pakuranga Stream à l’ouest.

## Démographie
Golflands avait une population de 2 460 habitants lors du recensement de 2018 en Nouvelle-Zélande, donc une augmentation de 87 personnes (soit 3,7 %) depuis le recensement de 2013 en Nouvelle-Zélande et une augmentation de 72 personnes (soit 3,0 %) depuis le recensement de 2006.
Il y avait 873 logements.
On notait la présence de1 188 hommes et 1 272 femmes, donnant ainsi un a sexe-ratio de 0,93 homme pour une femme.
La médiane d’âge était de  43,2 ans, avec 390 personnes  (soit 15,9 %) âgées de moins de 15 ans, 435 personnes (soit 17,7 %) âgées de 15 à 29 ans, 1 188 personnes (soit 48,3 %) âgées de 30 à 64 ans, et 450 personnes (soit 18,3 %) âgées de 65 ou plus.
L’ethnicité était pour: 54.6 % européens/Pākehās, 4.3 % Māoris, 3.4 % peuple du Pacifique, 40.7 % d’origine asiatique, et 4.3 % d’une autre ethnicité (le total peut dépasser les 100 %, dès lors qu’une personne peut s’identifier de multiples ethnicités en fonction de l’origine de ses parents).
La proportion de personnes nées outre-mer étaient de 52,9 %, comparées aux 27,1 % au niveau national.
Bien que certaines personnes refusent de donner leur religion, 41,8 % disent ne pas avoir de religion, 41,3 % étaient chrétiens, et 12,4 % avaient une autre religion.
Parmi ceux qui ont au moins 15 ans, 567 personnes  (soit 27,4 %) ont un niveau de licence ou un degré supérieur et 252 personnes (soit 12,2 %) n’ont aucune qualification.
Les revenus médians étaient de 35 500 $.
Le statut d’emploi de ceux de plus de 15 ans était pour 1 062 personnes soit 51,3 % : un emploi à plein-temps, pour 246 personnes soit 11,9 %: un emploi à temps partiel et 75 personnes soit 3,6 % étaient sans emploi.